# 3 f.Kr.
3 f.Kr. var ett normalår som började en tisdag i den proleptiska julianska kalendern, men i verkligheten ett normalår som började antingen en onsdag eller torsdag i den julianska kalendern (se skottårsfelet i den julianska kalendern för mer information).

## Födda
- 24 december – Galba, romersk kejsare 68–69 e.Kr.
- Seneca d.y., romersk statsman

## Avlidna
- Fu, kejsargemål av den kinesiska Handynastin